# Alstroemeria huemulina
Alstroemeria huemulina är en alströmeriaväxtart som beskrevs av Pierfelice Ravenna. Alstroemeria huemulina ingår i släktet alströmerior, och familjen alströmeriaväxter. Inga underarter finns listade i Catalogue of Life.